# سکه‌شکلاتی

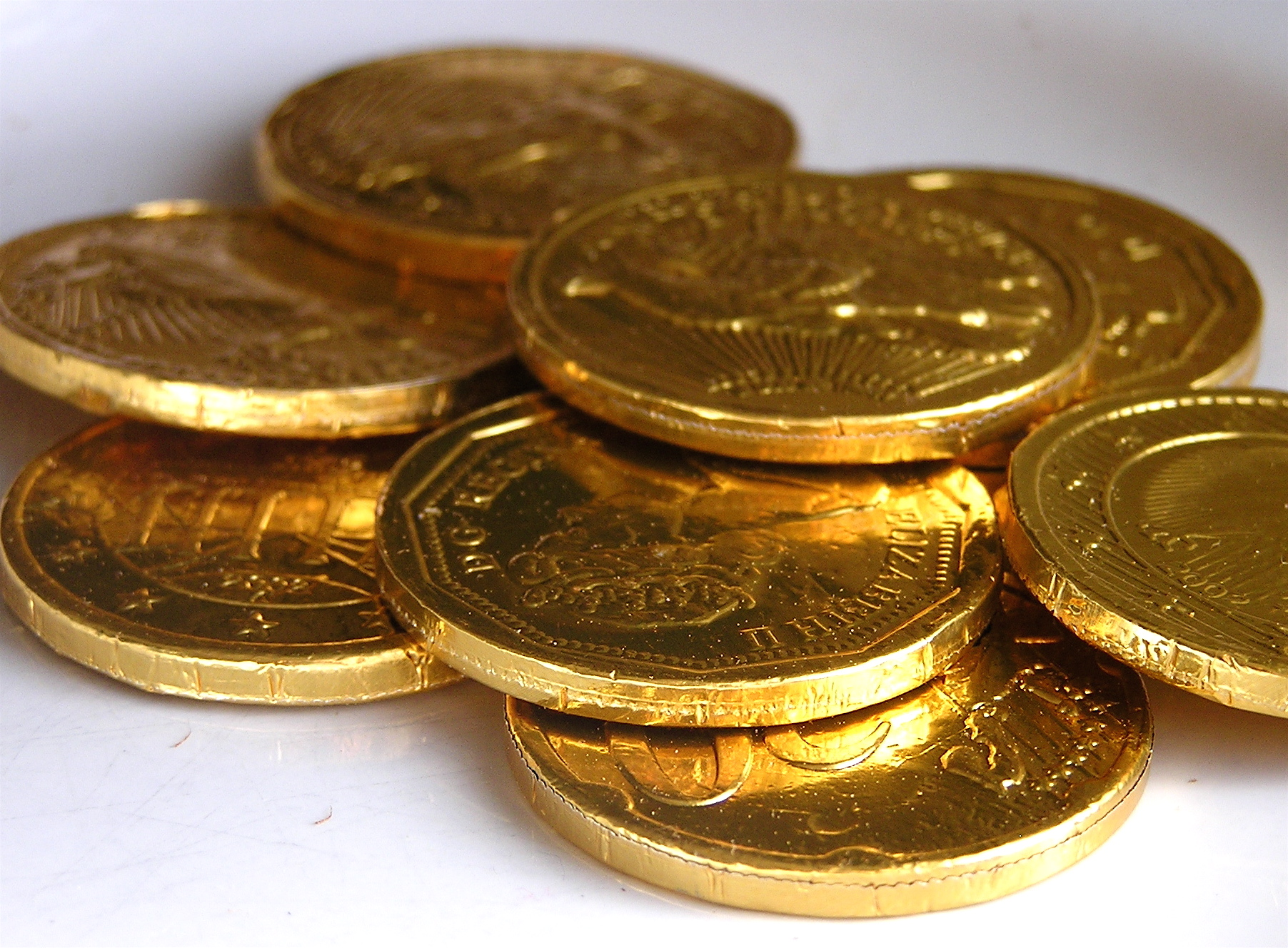
شکلات پوشیده شده با فویل

سکه شکلات (انگلیسی: Chocolate coin) شکلاتی به شکل سکه است که با فویل طلایی پوشیده می‌شود. هدیه این نوع شکلات‌ها به کودکان یک سنت کریسمس در بخش‌هایی از اروپا است، و بیشتر در روز سنت نیکلاس رخ می‌دهد. سکه شکلاتی در جشن یهودیان نیز گنجانده شده‌است. این سکه‌ها معمولاً با طرحی از یک سکه واقعی ساخته می‌شود.